# Reykhólahreppur
Reykhólar (is. Reykhólahreppur) è un comune islandese della regione di Vestfirðir.